# Pastorale héroïque
La pastorale héroïque è una composizione lirica destinata alla scena, praticata in Francia tra il XVII e il XVIII secolo. 

## Descrizione
Lo spirito e i principi sono molto vicini alla tragédie lyrique. Differisce, tuttavia, nel carattere più leggero e in un numero ridotto di atti (di solito tre). Essa raffigura dei ed eroi della mitologia greco-romana classica (da cui il nome), di solito con una trama incentrata sui sentimenti amorosi.
Le più note sono quelle di Lully (Acis et Galatée) e di Rameau (Zaïs; Naïs; etc.), ma il genere venne praticato da diversi compositori loro contemporanei.